# نشانه رز
نشانهٔ رُز (انگلیسی: Rose's sign) یک نشانهٔ بالینی که در آن پوست یک پا در هنگام نیشگون گرفتن، دچار احساس گرما و سفتی می‌شود. این پدیده ممکن است در افراد مبتلا به ترومبوز سیاهرگی عمقی به دلیل اِدِم در پای آسیب‌دیده رخ دهد.